# Brian Boddicker
Brian David Boddicker (Sioux City, Iowa, 8 de junio de 1981) es un jugador de baloncesto estadounidense. Actualmente juega en el STB Le Havre de Francia.

## Equipos
- 2000-2004:  University of Texas
- 2004-2005:  Galatasaray
- 2005-2006:  EnBW Ludwigsburg
- 2006-2007:  Konya
- 2007-2008:  CB Valladolid
- 2008-2010:  Chalon-sur-Saône
- 2010-2011:  Selçuk Üniversitesi
- 2011-2012:  STB Le Havre
- 2012-2013:  Pau-Orthez
- 2013-:  STB Le Havre